# 1998-as sakkolimpia
A 33. nyílt és 18. női sakkolimpiát 1998. szeptember 26. és október 13. között rendezték meg Oroszország egyik tagköztársaságában, a Kalmük Köztársaság fővárosában, Elisztában. A versenyen nyílt és női kategóriában indulhattak a nevező országok csapatai. A verseny helyszíne a főváros sakkpalotája, a The Chess Palace volt.
A címvédő a nyílt kategóriában Oroszország, míg a nőknél Grúzia válogatottja volt. A nyílt versenyt – immár sorban negyedszer – a címvédő orosz csapat nyerte, míg a női versenyen a sakkolimpiák történetében első ízben szerezte meg a bajnoki címet Kína csapata. Magyarország válogatottja a nyílt versenyen Polgár Judit és Lékó Péter nélkül, hat fiatal nagymesterrel vett részt, akik az átlag Élő-pontszám alapján a 14. helyre voltak rangsorolva, ezt figyelembe véve az általuk elért 9. hely szép eredményként könyvelhető el. A női csapat az előzetes erősorrend alapján a 9. helyre volt sorolva, ők az előzetes várakozásnak lényegében megfelelve a 8. helyen végeztek.
Ezen az olimpián adták át először a Nona Gaprindasvili trófeát annak az országnak, amely a férfi és a női versenyben összesítésben a legjobb helyezést érte el. A trófeát a Grúz Sakkszövetség ajánlotta fel az 1997-ben Chișinăuban tartott FIDE-kongresszuson.

## A verseny résztvevői
A nyílt versenyre 110 csapat 634 versenyzője nevezett, köztük 171 nemzetközi nagymester és 135 nemzetközi mester. A női versenyen 72 csapatban 282 fő vett részt, köztük 1 nemzetközi nagymester és 1 nemzetközi mester, valamint 48 női nemzetközi nagymester és 63 női nemzetközi mester.

## A verseny menete
A nyílt és a női verseny egymástól külön, 13 fordulós svájci rendszerben került megrendezésre. A nyílt versenyben a csapatok 6 főt nevezhettek, akik közül egy-egy fordulóban 4-en játszottak, a női versenyben 4 fő nevezésére volt lehetőség, akik közül egyidőben hárman játszhattak. A csapatot alkotó versenyzők között előzetesen fel kellett állítani az erősorrendet, és azt meg kellett adni a versenybíróknak. A leadott erősorrendnek nem kell megegyeznie a versenyzők Élő-értékszámának sorrendjével. Az egyes fordulókban ennek az erősorrendnek a figyelembe vételével alkotnak párokat az egymással játszó csapatok.
Az egyes játszmákban a játékosoknak fejenként 100 perc alatt 40 lépést kellett megtenni, majd a következő 20 lépésre 50 percük volt, ha a játszma még nem fejeződött be, akkor ezt követően a játékosoknak még 10–10  percük állt rendelkezésre a játszma befejezéséig úgy, hogy ez idő alatt lépésenként még 30 másodperc többletidőt kaptak.
A csapatok pontszámát az egyes játékosok által elért eredmények összege adja. Egy játszmában a győzelemért 1 pont, a döntetlenért fél pont jár. A végeredmény, a csapatpontszám az így szerzett pontok alapján kerül meghatározásra.
Az olimpiai kiírás szerint holtverseny esetén elsődlegesen a Buchholz-számítás döntött. Ennek egyenlősége esetén a csapatpontszámokat vették figyelembe oly módon, hogy egy csapatgyőzelem 2 pontot, a döntetlen 1 pontot ért.

## A nyílt verseny
Az orosz válogatottban ezúttal egyetlen világbajnok sem játszott, ennek ellenére az átlagos Élő-pontszámuk a legerősebb volt a mezőnyben. Végül szoros küzdelemben, az utolsó fordulóban aratott nagyarányú győzelmük révén sikerült megvédeni olimpiai bajnoki címüket az Amerikai Egyesült Államok válogatottja előtt. A 3–4. helyen holtverseny alakult ki Ukrajna és Izrael csapatai között, és a Buchholz-számítás az ukrán csapatnak kedvezett.
A magyar válogatott az utolsó forduló előtt még a 15. helyen állt, végül az argentinok elleni nagyarányú győzelemmel harcolták ki a 9. helyet.

### A verseny végeredménye
| H. | Ország                    | Pont | Buchholz | CsP | +  | = | - |
| -- | ------------------------- | ---- | -------- | --- | -- | - | - |
| 1  | Oroszország               | 35½  | 394,0    | 23  | 11 | 1 | 1 |
| 2  | Amerikai Egyesült Államok | 34½  | 394,0    | 20  | 8  | 4 | 1 |
| 3  | Ukrajna                   | 32½  | 394,0    | 18  | 7  | 4 | 2 |
| 4  | Izrael                    | 32½  | 379,0    | 18  | 8  | 2 | 3 |
| 5  | Kína                      | 31½  | 389,5    | 19  | 8  | 3 | 2 |
| 6  | Németország               | 31½  | 386,5    | 20  | 9  | 2 | 2 |
| 7  | Grúzia                    | 31½  | 377,5    | 15  | 6  | 3 | 4 |
| 8  | Oroszország „B”           | 31   | 395,5    | 16  | 6  | 4 | 3 |
| 9  | Magyarország              | 31   | 375,0    | 16  | 7  | 2 | 4 |
| 10 | Románia                   | 30½  | 392,5    | 17  | 7  | 3 | 3 |

### Egyéni érmesek
Egyénileg táblánként a három legjobb százalékot elért versenyző kapott érmet, rajtuk kívül egyéni érmet kapott a teljes mezőnyt figyelembe véve a három legjobb teljesítményértéket elért játékos. Holtverseny esetén csak a játszmák számát vették figyelembe, a teljesítményérték e tekintetben ezúttal nem játszott szerepet.

#### Teljesítményérték alapján
|           | Versenyző             | Ország      | Élő-p. | Telj.érték |
| --------- | --------------------- | ----------- | ------ | ---------- |
| Aranyérem | Zurab Azmaiparashvili | Grúzia      | 2655   | 2804       |
| Ezüstérem | Veszelin Topalov      | Bulgária    | 2700   | 2797       |
| Bronzérem | Alekszandr Morozevics | Oroszország | 2625   | 2776       |

#### Első tábla
|           | Versenyző             | Ország  | Pont | Játszma | Százalék |
| --------- | --------------------- | ------- | ---- | ------- | -------- |
| Aranyérem | Mohamad Al-Modiahki   | Katar   | 7½   | 8       | 93,8     |
| Ezüstérem | Leonhard Müller       | Namíbia | 7½   | 9       | 83,3     |
| Bronzérem | Zurab Azmaiparashvili | Grúzia  | 8    | 10      | 80       |

#### Második tábla
|           | Versenyző         | Ország       | Pont | Játszma | Százalék |
| --------- | ----------------- | ------------ | ---- | ------- | -------- |
| Aranyérem | Odion Aikhoje     | Nigéria      | 6½   | 8       | 81,3     |
| Ezüstérem | Smbat Lputijan    | Örményország | 8    | 11      | 72,7     |
| Bronzérem | Alexei Alexandrov | Bulgária     | 8½   | 12      | 70,8     |
| Bronzérem | Erald Dervishi    | Albánia      | 8½   | 12      | 70,8     |

#### Harmadik tábla
|           | Versenyző              | Ország      | Pont | Játszma | Százalék |
| --------- | ---------------------- | ----------- | ---- | ------- | -------- |
| Aranyérem | Reynaldo Vera González | Kuba        | 7    | 9       | 77,8     |
| Ezüstérem | Efstratios Grivas      | Görögország | 7½   | 10      | 75       |
| Ezüstérem | Zurab Sturua           | Grúzia      | 7½   | 10      | 75       |

#### Negyedik tábla
|           | Versenyző             | Ország      | Pont | Játszma | Százalék |
| --------- | --------------------- | ----------- | ---- | ------- | -------- |
| Aranyérem | Hamaid Gadhi          | Jemen       | 6½   | 8       | 81,3     |
| Ezüstérem | Alekszandr Morozevics | Oroszország | 8    | 10      | 80       |
| Bronzérem | Pedro Adérito         | Angola      | 7    | 9       | 77,8     |

#### Ötödik játékos (első tartalék)
|           | Versenyző               | Ország                    | Pont | Játszma | Százalék |
| --------- | ----------------------- | ------------------------- | ---- | ------- | -------- |
| Aranyérem | Andrew Muir             | Skócia                    | 6    | 7       | 85,7     |
| Ezüstérem | Petr Kostenko           | Kazahsztán                | 7½   | 10      | 75       |
| Bronzérem | Nick De Firmian         | Amerikai Egyesült Államok | 6    | 8       | 75       |
| Bronzérem | Marcin Kamiński         | Lengyelország             | 6    | 8       | 75       |
| Bronzérem | Alfredo Gustavo Giaccio | Argentína                 | 6    | 8       | 75       |

#### Hatodik játékos (második tartalék)
|           | Versenyző             | Ország     | Pont | Játszma | Százalék |
| --------- | --------------------- | ---------- | ---- | ------- | -------- |
| Aranyérem | Boris Avrukh          | Izrael     | 8    | 10      | 80       |
| Ezüstérem | Ruszlan Ponomarjov    | Ukrajna    | 7    | 9       | 77,8     |
| Bronzérem | Tiger Hillarp Persson | Svédország | 7½   | 10      | 75       |

### A magyar eredmények
| Forduló                            | Ellenfél                           | Almási Zoltán 2650    | Almási Zoltán 2650 | Pintér József 2595  | Pintér József 2595 | Horváth Csaba 2540  | Horváth Csaba 2540 | Horváth József 2530  | Horváth József 2530 | Varga Zoltán 2565  | Varga Zoltán 2565 | Gyimesi Zoltán 2525 | Gyimesi Zoltán 2525 | Pont |
| ---------------------------------- | ---------------------------------- | --------------------- | ------------------ | ------------------- | ------------------ | ------------------- | ------------------ | -------------------- | ------------------- | ------------------ | ----------------- | ------------------- | ------------------- | ---- |
| 1                                  | Új-Zéland                          | Kulashko 2390         | 1                  | Smith 2310          | 1                  | Green 2240          | ½                  | Wastney 2155         | 1                   |                    |                   |                     |                     | 3½   |
| 2                                  | Észak-Macedónia                    | Bogdanovski 2515      | 1                  | Jacimović 2490      | 0                  | Stanojoski 2475     | ½                  |                      |                     | Nedev 2435         | ½                 |                     |                     | 2    |
| 3                                  | Vietnám                            | Đào Thiên Hải 2580    | ½                  | Từ Hoàng Thông 2480 | 1                  |                     |                    | Nguyễn Anh Dũng 2495 | 1                   | Từ Hoàng Thái 2300 | ½                 |                     |                     | 3    |
| 4                                  | Svédország                         | Andersson 2645        | ½                  | Brynell 2485        | 1                  | Hall 2485           | ½                  | Hillarp Persson 2410 | ½                   |                    |                   |                     |                     | 2½   |
| 5                                  | Németország                        | Juszupov 2640         | ½                  | Dautov 2625         | ½                  | Lutz 2600           | ½                  | Hübner 2575          | 0                   |                    |                   |                     |                     | 1½   |
| 6                                  | Lettország                         |                       |                    | Krakops 2510        | 0                  | Miezis 2515         | 1                  | Petkēvičs 2460       | ½                   | Krivonosovs 2445   | ½                 |                     |                     | 2    |
| 7                                  | Olaszország                        | Efimov 2530           | 1                  |                     |                    | Godena 2510         | ½                  | Arlandi 2440         | ½                   |                    |                   | Borgo 2445          | ½                   | 2½   |
| 8                                  | Kuba                               | Arencibia 2550        | ½                  | Nogueiras 2510      | 0                  | Becerra Rivero 2485 | ½                  |                      |                     | Borges Mateos 2470 | ½                 |                     |                     | 1½   |
| 9                                  | Oroszország „C”                    | Fominykh 2530         | 1                  | Makarov 2530        | 1                  |                     |                    | Shovunov 2470        | 1                   |                    |                   | Kozak 2335          | 1                   | 4    |
| 10                                 | Bulgária                           | Veszelin Topalov 2700 | ½                  | Kolev 2550          | ½                  | Chatalbashev 2535   | ½                  |                      |                     |                    |                   | Popchev 2495        | 0                   | 1½   |
| 11                                 | Kína                               | Peng Xiaomin 2550     | ½                  | Ye Jiangchuan 2510  | 0                  |                     |                    | Zhang Zhong 2510     | 0                   | Wang Rui 2330      | 1                 |                     |                     | 1½   |
| 12                                 | Fülöp-szigetek                     | Torre 2545            | 1                  |                     |                    | Antonio 2540        | ½                  |                      |                     | Villamayor 2280    | ½                 | Bitoon 2350         | ½                   | 2½   |
| 13                                 | Argentína                          | Sorokin 2570          | 1                  |                     |                    |                     |                    | Ricardi 2545         | 1                   | Hoffman 2525       | 1                 | Spangenberg 2520    | 0                   | 3    |
| Szerzett pontszám (Játszmák száma) | Szerzett pontszám (Játszmák száma) | 9 (12)                | 9 (12)             | 5 (10)              | 5 (10)             | 5 (9)               | 5 (9)              | 5½ (9)               | 5½ (9)              | 4½ (7)             | 4½ (7)            | 2 (5)               | 2 (5)               |      |
| Teljesítményérték                  | Teljesítményérték                  | 2755                  | 2755               | 2500                | 2500               | 2487                | 2487               | 2451                 | 2451                | 2398               | 2398              | 2429                | 2429                |      |

## Női verseny
A női versenyben az átlagos Élő-pontszámot tekintve a címvédő Grúzia és Kína azonos átlagponttal kimagaslott a mezőnyből. A kínaiaknál az első táblán az exvilágbajnok Hszie Csün, a másodikon a későbbi világbajnok Csu Csen játszott. A grúzoknál az exvilágbajnok Maia Csiburdanidze szerepelt az első táblán.
Kína magabiztosan, két pont előnnyel szerezte meg első olimpiai bajnoki címét, a második és a harmadik helyen holtversenyben végzett orosz és grúz válogatott között csak a Buchholz-számítás döntött az előbbi javára. A magyar csapat a 9. legerősebbként lett rangsorolva, amely helyüket biztosan tartva a 6–10. helyet érték el, és a holtverseny eldöntése után a 8. helyen végeztek.

### A női verseny végeredménye
Az első 10 helyezett:
| #  | Ország                    | Pont | Buchholz | CsP | +  | = | - |
| -- | ------------------------- | ---- | -------- | --- | -- | - | - |
| 1  | Kína                      | 29   | 299,5    | 21  | 9  | 3 | 1 |
| 2  | Oroszország               | 27   | 295,0    | 22  | 10 | 2 | 1 |
| 3  | Grúzia                    | 27   | 289,5    | 22  | 11 | 0 | 2 |
| 4  | Hollandia                 | 23½  | 290,0    | 17  | 8  | 1 | 4 |
| 5  | Bulgária                  | 23½  | 277,0    | 16  | 6  | 4 | 3 |
| 6  | Románia                   | 23   | 299,0    | 15  | 7  | 1 | 5 |
| 7  | Jugoszlávia               | 23   | 293,5    | 15  | 5  | 5 | 3 |
| 8  | Magyarország              | 23   | 279,5    | 17  | 8  | 1 | 4 |
| 9  | Oroszország „C”           | 23   | 275,0    | 17  | 7  | 3 | 3 |
| 10 | Amerikai Egyesült Államok | 23   | 271,5    | 19  | 8  | 3 | 2 |

### Egyéni érmesek
A mezőny egészét figyelembe elért teljesítményérték, valamint a táblánkénti százalékos eredmény alapján állapították meg az egyéni érmesek sorrendjét.

#### Teljesítményérték alapján
|           | Versenyző                    | Ország      | Élő-p. | Telj.érték |
| --------- | ---------------------------- | ----------- | ------ | ---------- |
| Aranyérem | Wang Lei                     | Kína        | 2445   | 2618       |
| Ezüstérem | Tatjana Stepovaja-Diancsenko | Oroszország | 2355   | 2595       |
| Bronzérem | Maia Csiburdanidze           | Grúzia      | 2525   | 2585       |

#### Első tábla
|           | Versenyző          | Ország        | Pont | Játszma | Százalék |
| --------- | ------------------ | ------------- | ---- | ------- | -------- |
| Aranyérem | Mekhri Ovezova     | Türkmenisztán | 10½  | 13      | 80,8     |
| Ezüstérem | Maia Csiburdanidze | Grúzia        | 9½   | 12      | 79,2     |
| Bronzérem | Alisa Marić        | Jugoszlávia   | 9    | 12      | 75       |
| Bronzérem | Zhaoqin Peng       | Hollandia     | 9    | 12      | 75       |

#### Második tábla
|           | Versenyző                 | Ország          | Pont | Játszma | Százalék |
| --------- | ------------------------- | --------------- | ---- | ------- | -------- |
| Aranyérem | Eman Hassane Al-Rufei     | Irak            | 8    | 9       | 88,9     |
| Ezüstérem | Alekszandra Kosztyenyuk   | Oroszország „C” | 10   | 13      | 76,9     |
| Bronzérem | Jekatyerina Kovalevszkaja | Oroszország     | 9    | 12      | 75       |
| Bronzérem | Niina Koskela             | Finnország      | 9    | 12      | 75       |
| Bronzérem | Harriet Hunt              | Anglia          | 9    | 12      | 75       |

#### Harmadik tábla
|           | Versenyző            | Ország      | Pont | Játszma | Százalék |
| --------- | -------------------- | ----------- | ---- | ------- | -------- |
| Aranyérem | Tatjana Sumjakina    | Oroszország | 6½   | 8       | 81,3     |
| Ezüstérem | Elena-Luminiţa Cosma | Románia     | 7    | 9       | 77,8     |
| Bronzérem | Tatjana Szergejeva   | Kazahsztán  | 8½   | 11      | 77,3     |

#### Negyedik játékos (tartalék)
|           | Versenyző                    | Ország                  | Pont | Játszma | Százalék |
| --------- | ---------------------------- | ----------------------- | ---- | ------- | -------- |
| Aranyérem | Tatjana Stepovaja-Diancsenko | Oroszország             | 8    | 9       | 88,9     |
| Aranyérem | Wang Lei                     | Kína                    | 8    | 9       | 88,9     |
| Bronzérem | Alya Hussain                 | Egyesült Arab Emírségek | 7    | 8       | 87,5     |

### A magyar eredmények
| Forduló                            | Ellenfél                           | Lakos Nikoletta 2385     | Lakos Nikoletta 2385 | Mádl Ildikó 2410             | Mádl Ildikó 2410 | Grábics Mónika 2355 | Grábics Mónika 2355 | Medvegy Nóra 2325   | Medvegy Nóra 2325 | Pont |
| ---------------------------------- | ---------------------------------- | ------------------------ | -------------------- | ---------------------------- | ---------------- | ------------------- | ------------------- | ------------------- | ----------------- | ---- |
| 1                                  | Ausztrália                         | Phan-Koshnitzky 2135     | ½                    | Dekic 2095                   | 1                | Mills 2010          | 1                   |                     |                   | 2½   |
| 2                                  | Görögország                        | Botsari-Miladinovic 2300 | ½                    | Makropoulou 2220             | ½                |                     |                     | Fakhiridou 2220     | 1                 | 2    |
| 3                                  | Spanyolország                      | García Vicente 2260      | ½                    | Hernández Estévez 2275       | ½                | Vilar López 2115    | 0                   |                     |                   | 1    |
| 4                                  | Litvánia                           | Viktorija Čmilytė 2210   | 0                    | Čiukšytė, D. 2240            | ½                |                     |                     | Stasiūnaitė 2145    | ½                 | 1    |
| 5                                  | Németország                        | Kachiani-Gersinska 2420  | 0                    | Olbrich 2345                 | 1                | Koglin 2270         | ½                   |                     |                   | 1½   |
| 6                                  | Svédország                         |                          |                      | Johansson 2165               | 1                | Andersson 2130      | 1                   | Jiretom 2065        | 1                 | 3    |
| 7                                  | Kuba                               | Ramón Pita 2350          | 0                    | Arribas Robaina 2270         | 1                |                     |                     | Delgado Crespo 2230 | 0                 | 1    |
| 8                                  | Izrael                             | Klinova 2395             | ½                    | Pitam 2330                   | ½                | Tsifanskaya 2235    | 1                   |                     |                   | 2    |
| 9                                  | Oroszország „C”                    | Demina 2345              | ½                    | Alekszandra Kosztyenyuk 2270 | 1                | Kharashkina -       | 1                   |                     |                   | 2½   |
| 10                                 | Szlovákia                          | Hagarová 2335            | ½                    | Pokorná 2170                 | ½                | Bekiarisová 2175    | 1                   |                     |                   | 2    |
| 11                                 | Moldova                            | Skripchenko-Lautier 2420 | ½                    |                              |                  | Agababean 2280      | 1                   | Petrenko 2230       | 1                 | 2½   |
| 12                                 | Kína                               | Hszie Csün 2510          | 0                    | Wang Pin 2450                | 0                | Wang Lei 2445       | 0                   |                     |                   | 0    |
| 13                                 | Lettország                         |                          |                      | Reizniece 2170               | 0                | Voronova 2270       | 1                   | Bērziņa 2100        | 1                 | 2    |
| Szerzett pontszám (Játszmák száma) | Szerzett pontszám (Játszmák száma) | 3½ (11)                  | 3½ (11)              | 7½ (12)                      | 7½ (12)          | 6½ (9)              | 6½ (9)              | 5½ (7)              | 5½ (7)            |      |
| Teljesítményérték                  | Teljesítményérték                  | 2202                     | 2202                 | 2345                         | 2345             | 2380                | 2380                | 2371                | 2371              |      |

## A Nona Gaprindasvili trófea
A Nona Gaprindasvili trófeát ettől az olimpiától kezdve az az ország kapja, amelynek csapatai a nyílt és a női verseny átlagában a legjobb helyezést érték el.
| Hely. | Nemzet                    | Helyezés nyílt | Helyezés női | Átlag |
| ----- | ------------------------- | -------------- | ------------ | ----- |
|       | Oroszország               | 1              | 2            | 1,5   |
|       | Kína                      | 5              | 1            | 3     |
|       | Grúzia                    | 7              | 3            | 5     |
| 4     | Amerikai Egyesült Államok | 2              | 10           | 6     |
| 5     | Ukrajna                   | 3              | 12           | 7,5   |
| 6     | Románia                   | 10             | 6            | 8     |
|       | Hollandia                 | 12             | 4            | 8     |
| 8     | Magyarország              | 9              | 8            | 8,5   |